# Малокібецьке сільське поселення
Малокібе́цьке сільське поселення (рос. Малокибечское сельское поселение) — муніципальне утворення у складі Канаського району Чувашії, Росія. Адміністративний центр — село Малі Кібечі.

## Населення
Населення — 983 особи (2019, 1150 у 2010, 1205 у 2002).

## Склад
До складу поселення входять такі населені пункти:
| Населений пункт     | Населення, осіб (2002) | Населення, осіб (2010) |
| ------------------- | ---------------------- | ---------------------- |
| Березовка, присілок | 53                     | 45                     |
| Малі Кібечі, село   | 1152                   | 1105                   |